# The Hatters
The Hatters («Шля́пники») — российская рок-группа, основанная в 2016 году в Санкт-Петербурге. В основной состав группы входят Юрий Музыченко, Павел Личадеев, Александр «Кикир» Анисимов, Дмитрий Вечеринин, Анна Музыченко.
В 2024 году проект «Собака.ru» назвал группу самым гастролирующим коллективом. За год The Hatters сыграли более 150 концертов по всей России. Ранее коллектив получал оценку «самого модного проекта в Санкт-Петербурге».
Группа шесть раз была победителем премии «Чартова дюжина» в разных номинациях. В 2024 и 2025 годах The Hatters были номинированы на премию «Муз-ТВ» в категории «Лучшая группа».

## История
Участники группы познакомились в санкт-петербургском театре клоунады «Лицедеи» , среди них были музыканты, актеры, физики, татуировщики, автомеханики, клоуны, фотографы и операторы.
Название группы появилось случайным образом. По словам музыкантов, после работы в театре коллектив отправился в кинотеатр, оставив при этом на себе реквизитные головные уборы. Кто-то из окружающих посмеялся над ними, назвав их шляпниками. При этом участники The Hatters отмечают и то, что в названии присутствует доля сарказма и иронии. Так, отвечая на негативные комментарии аудитории вроде «шляпа какая-то», музыканты отсылают их к прямому переводу названия группы.
Группа заявила о себе 23 февраля 2016 года, опубликовав в сети первую песню «Russian Style». Летом 2016 года коллектив отправился в фестивальный тур по России: «Дикая Мята», «Нашествие», Stereoleto, «Вдохновение», «Доброфест» и другие. Осенью 2016 года группа собрала тысячные залы в Москве и Санкт-Петербурге, звучала на радиостанциях «Наше радио», «Радио Маяк», Comedy Radio и других.
22 сентября 2016 года в рамках интернет-проекта Samsung YouTube TV группа The Hatters публикует клип «I’m Not Easy Buddy». 7 ноября в Санкт-Петербурге коллектив выступает с Эмиром Кустурицей и Гораном Бреговичем.
10 ноября 2016 года опубликован официальный клип «Russian Style». 28 декабря 2016 года группа представляет свой первый EP «Stay True».
22 февраля 2017 года The Hatters выступает на открытии стадиона Санкт-Петербург Арена в рамках фестиваля «Радио Зенит». 23 февраля группа The Hatters стала обладателем золотой пластинки в номинации «Взлом» в рамках премии «Наше радио» «Чартова дюжина». 26 февраля группа выступила в театре «Лицедеи», отпраздновав там свой день рождения. В концерте приняли участие артисты театра Анвар Либабов и Леонид Лейкин и другие друзья группы.
Дебютный фолк-панк-альбом «Полная шляпа» группа выпустила 21 апреля 2017 года. 26 апреля 2017 года The Hatters исполнили песню «Да, со мной не просто» на шоу Первого канала «Вечерний Ургант».
24 июня 2017 года группа выступила на фестивале «Дикая Мята», где презентовала новую песню «Кайфмэн», а 8 июля впервые выступила на главной сцене фестиваля «Нашествие».
30 октября 2017 группа презентовала заглавный трек второго альбома «Forever Young, Forever Drunk». Одноимённый студийный альбом музыканты выпустили 1 декабря 2017 года.
20 июля 2018 группа представила свой новый студийный альбом «No Comments», состоящий из инструменталов всех ранее выпущенных песен.
9 ноября 2018 года вышел клип на песню «No Rules», набравший за 6 дней 1,5 млн просмотров.
13 ноября 2018 года The Hatters выпустили новый EP «Три внутри».
13 ноября 2018 года The Hatters исполнили песню «Не услышала» на шоу Первого канала «Вечерний Ургант».
В декабре 2018 была записана кавер-версия на песню «Разговор со счастьем», которая являлась саундтреком к фильму «Год свиньи».
В конце 2018 года группа выступила с двумя концертами в Москве и Санкт-Петербурге. За свою шоу-программу The Hatters удостоились премии «Чартова дюжина» в номинации «Лучший концерт».
20 июня 2019 года вышел клип на песню «Танцы», 1 июля Шляпники выпустили новый альбом «Forte&Piano». 23 сентября этого же года вышел клип «Да, это про нас». 30 октября появился клип «Всё сразу». А 31 декабря была выпущена песня «Дед Мороз не показывает слез».
В 2020 году песня группы «Последний герой» стала саундтреком к новому сезону реалити-шоу «Последний герой» на ТВ-3.
В этом же году группа записала саундтрек к моноспектаклю Анны Музыченко «Bathroom».
Песни группы являются саундтреком к сериалу «Патриот» на телеканале ТНТ. Также была записана заглавная песня к сериалу «На дальней станции сойду».
В начале 2020 года Анна Личадеева (бэк-вокал, перкуссия), Альтаир Кожахметов (труба) и Вадим Рулёв (тромбон) покинули коллектив. Об этом также сообщил Юрий Музыченко в прямом эфире в Инстаграме.
18 сентября The Hatters впервые выступили в обновленном составе на фестивале Ural Music Night в Екатеринбурге. 30 октября группа представила песню «Я делаю шаг» и клип к ней — первый сингл нового мини-альбома «Shoot Me». 13 ноября Шляпники сыграли композицию на шоу «Вечерний Ургант» на «Первом» канале.
В январе 2021 года группа совместно с репером Рудбой выпустила мини-альбом «Литера А».
В апреле 2021 The Hatters представили новый альбом «V» в честь пятилетнего юбилея группы. До этого в феврале они провели большой концерт в театре «Лицедеи», где среди приглашенных гостей были Данила Поперечный, Эльдар Джарахов, Тони Раут и другие.
22 октября 2021 года в «Чартовой Дюжине» «Нашего радио» стартовала песня «Я ваще!», ставшая первым синглом с будущего альбома; в эти же дни на песню вышло видео. Вскоре был представлен второй сингл с будущего альбома «Golden Hits» — песня «Двигай», на которую также вышел видеоклип. Альбом «Golden Hits» был презентован 3 декабря 2021 года, но его эксклюзивный релиз состоялся за 2 недели до официального в TikTok.
В начале 2022 года коллектив выпустил клип на песню «Мрачные звоночки», а чуть позже на песню «Немного жаль». 24 июня 2022 года группа выступала в Санкт-Петербурге на фестивале «Алые Паруса». 23 июля 2022 года группа приняла участие в фестивале «VK fest» в Москве, а 24 июля в Санкт-Петербурге
20 января 2023 года группа выпустила альбом «По ходу люблю». Альбом был представлен в официальном сообществе во ВКонтакте. 24 июня 2023 года группа снова выступила в Санкт-Петербурге на фестивале «Алые Паруса».
10  июня 2023 года The Hatters выпустили совместный трек с KDDK WILDFIRE. Композиция была написана полностью на английском языке.
10 ноября 2023 года вышла новая песня группы «Весело». В этот же день состоялась и премьера клипа.
1 декабря 2023 года вышла новая песня группы «Выходи играть в снежки». В этот же день состоялась премьера клипа.
25 декабря 2023 года вышла совместная песня с группой Jane Air «Новый год в темноте». 27 декабря вышел клип на эту песню.
В этом же году группа записала саундтрек к спектаклю Анны Музыченко «Красная шапочка».
В январе 2024 года состоялся релиз сингла «Время найдет нас», созданного совместно с певицей polnalyubvi. В феврале вышла песня «Арендовано», записанная вместе с Максимом Свобода. В марте группа презентовала совместную работу с группой Tritia- песню «Где-то там», которая 2 недели занимала первую строчку Чартовой Дюжины на Нашем радио. А в мае Шляпники представили трек «Прогулка», созданный для фильма «Майор Гром: Игра».
14 июня 2024 года в день выступления на фестивале «Дикая Мята» группа выпустила совместный трек «Море» с Найком Борзовым, знакомство с которым у коллектива состоялось ровно год назад на этом же мероприятии.
В июле 2024 года The Hatters и Антоха MC опубликовали клип на совместную песню «Хайвэй (Танцуй со мной)».
В сентябре группа The Hatters приняли участие в «Битве Поколений» на МУЗ-ТВ, где одержали победу над Вадимом Самойловым (группа «Агата Кристи»). По итогам передачи вышел сингл. В этот же период группа выпустила трек «Друг».
В ноябре 2024 года The Hatters выпустили рок-версию песни «Bloody Sun». Оригинальная  версия трека, записанная с саундпродюсером Ya Rick и хип-хоп-артистом KDDK, вышла в 2023 году.

## Стиль
Музыкальный стиль The Hatters претерпел эволюцию с момента основания группы. Известные своими ярким и эклектичным звучанием, The Hatters привлекают внимание уникальным смешением жанров. С самых ранних треков группа выделялась использованием скрипки, аккордеона и духовых инструментов, создавая атмосферу цыганского и кабаре стиля. Сами участники описывают свой стиль как «русский цыганский уличный алко-хардкор на душевных инструментах».
Развитие фолк-тематики в инструментале и текстах произошло после выхода дебютного альбома «Полная шляпа», который группа выпустила 21 апреля 2017 года. Со временем The Hatters стали экспериментировать с более широким спектром музыкальных жанров, включая элементы панка и альтернативного рока.
По мере развития, The Hatters сравнивали с такими группами, как Gogol Bordello и Ленинград, которые также объединяют традиционные мотивы с современными звучаниями.
Позже в творчество группы интегрировались электронные элементы, синтезаторы и более сложные аранжировки, что сделало их звучание универсальным и актуальным в современной музыке.
Над пластинкой Greatest Hits группа впервые работала со сторонним саунд-продюсером, Денисом Колесниковым, который ранее работал с Филиппом Киркоровым, L'One, ХЛЕБ, Любовью Успенской и другими. Новый альбом получился более модным и поп-роковым.
Постепенно группа добавляла лирические элементы и более сложные музыкальные структуры в свои композиции, сохраняя при этом свою идентичность и шарм.
В последние годы The Hatters активно сотрудничают с молодыми исполнителями. Эти коллаборации обновляют их звучание и расширяют жанровый диапазон, группа интегрирует современные музыкальные тенденции при этом сохраняет свой узнаваемый стиль.

## Состав

### Нынешний состав
- Юрий Музыченко — вокал, голос, скрипка, электрогитара, клавишные, бубен (c 2016)
- Павел Личадеев — вокал, аккордеон, клавишные (c 2016)
- Александр «Кикир» Анисимов — бас, бэк-вокал (с 2016)
- Анна Музыченко — бэк-вокал, перкуссия (с 2016)
- Дмитрий Вечеринин — ударные (с 2016)
- Даниил Мустаев — директор (с 2016)

### Бывшие участники
- Анна Личадеева (2016—2020) — бэк-вокал, перкуссия
- Вадим Рулёв (2016—2020) — тромбон (погиб в 2025 году[52])
- Альтаир Кожахметов (2018—2020) — труба

## Дискография

### Альбомы
- 2017 — «Полная шляпа»
- 2017 — «Forever Young, Forever Drunk»[21]
- 2018 — «No Comments» (Инструментал)[53]
- 2019 — «Forte & Piano»[54]
- 2020 — «Bathroom (Original Theater Play Soundtrack)»
- 2021 — «Golden Hits»
- 2023 — «По ходу люблю (Полная версия)»

### Мини-альбомы
- 2016 — «Stay True»[17]
- 2018 — «Три внутри»
- 2019 — «Всё сразу»[55]
- 2020 — «Shoot Me»
- 2021 — «Литера А» (feat. рудбой)
- 2023 — «По ходу люблю»

### Лайв-альбом
- 2021 — «V»

### Синглы
- 2016 — «Russian Style»
- 2017 — «Зима»
- 2017 — «Кайфмэн»
- 2017 — «FYFD (Forever Young, Forever Drunk)»
- 2018 — «Наружу изнутри (Remastered)»
- 2019 — «Танцы»
- 2019 — «Да, это про нас (Music Video Version)»
- 2019 — «Всё сразу»
- 2019 — «Дед Мороз не показывает слёз»
- 2020 — «Последний герой»
- 2020 — «На дальней станции сойду» (OST «Патриот»)
- 2020 — «Я делаю шаг»
- 2021 — «Под зонтом» (feat. рудбой)
- 2021 — «Я ваще!»
- 2021 — «Bullet» (feat. MARUV)
- 2021 — «Двигай»
- 2021 — «Мрачные Звоночки»
- 2022 — «Может ты, может я» (Romantic Version)
- 2023 — «Весело»
- 2023 — «Выходи играть в снежки»
- 2023 — «Корпорат» (feat. Купание обезьяны в тёплой воде)
- 2023 — «Новый год в темноте» (feat. Jane Air)
- 2023 — «Bloody Sun» (feat. Ya Rick, KDDK)
- 2023 — «Wildfire» (feat. KDDK)
- 2023 — «Bloody Sun (Rock version)» (feat. KDDK)
- 2024 — «Время найдёт нас» (feat. polnalyubvi)
- 2024 — «Арендовано» (feat. Максим Свобода)
- 2024 — «Где-то там» (feat. TRITIA)
- 2024 — «Море» (feat. Найк Борзов)
- 2024 — «Хайвэй» (feat. Антоха MC)
- 2024 — «Битва поколений» (feat. Вадим Самойлов)
- 2024 — «Друг»
- 2025 — «Важно»

### Саундтреки
- 2018 — «Разговор со счастьем» (OST «Год свиньи»)
- 2020 — «На дальней станции сойду» (OST «Патриот»)
- 2020 — «Последний герой» (OST к реалити-шоу «Последний герой»
- 2020 — «Bathroom» (OST к спектаклю «Bathroom»)
- 2023 — «Сказочная» (OST «Волшебный участок»)
- 2023 — «Красная Шапочка» (OST к спектаклю «Красная Шапочка»)
- 2024 — «Прогулка» (OST «Майор Гром: Игра»)
- 2025 – «Солнце» (OST «Финист. Первый богатырь»)
- 2025 — «Город поет» (OST «Пророк. История Александра Пушкина)

### Гостевое участие
- 2019 — Гарри Топор — альбом «Визморианские хроники» («Зверь», «Мир не проснется»)
- 2019 — Ваня Двухкассетный – альбом «Лучше не будет» (трек «Зудва»)
- 2020 — Гарри Топор — альбом «Los Muertos» («Изумрудный город»)
- 2021 — MARUV — альбом «No Name» («Bullet»)
- 2022 — КАЗУСКОМА – трек «Дикая любовь»
- 2023 — Джарахов – трек «В Питере»

## Видеография

### Видеоклипы группы
- 2016 —  I’m Not Easy Buddy
- 2016 —  Russian Style
- 2017 —  «Зима»
- 2017 —  Everyday I’m Drinking
- 2018 —  Forever Young Forever Drunk (feat. Just Femi)
- 2018 —  «Наружу изнутри»
- 2018 —  Halloween Bloody Party
- 2018 —  No Rules
- 2018 —  «Разговор со счастьем» (OST «Год свиньи»)
- 2019 —  «Танцы»
- 2019 —  «Да, это про нас»
- 2019 —  «Всё сразу»
- 2019 —  «Дед Мороз не показывает слёз»
- 2020 —  «Последний Герой»
- 2020 —  «Я делаю шаг»
- 2020 —  «Только позови»
- 2021 —  Shoot Me
- 2021 —  «Я ваще!»
- 2021 —  Bullet (feat. MARUV)
- 2021 —  «Двигай»
- 2021 —  «Если бы»
- 2022 —  «Мрачные звоночки»
- 2022 —  «Немного жаль»
- 2023 —  «Весело»
- 2023 —  «Выходи играть в снежки»

### Студийные лайв-записи
- 2024 –  «Арендовано» feat. Максим Свобода(The Hatters Studio)
- 2024 –  «Где-то там» feat. TRITIA (The Hatters Studio)
- 2024 –  «Море» feat. НайкБорзов (The Hatters Studio)
- 2024 –  «Хайвэй» feat. Антоха MC (The Hatters Studio)
- 2024 –  «Bloody Sun (Rock version)» (feat. KDDK) (The Hatters Studio)

### Фильмы и сериалы
- 2022 – сериал «Надвое» - камео[56]
- 2023 – «Иван Васильевич меняет всё» - камео[57]
- 2023 – сериал «Патриот», 3 сезон - камео[58]
- 2024 –«Кубок Гагарина. Битва за мечту» - камео
- 2024 —«Небриллиантовая рука» - пираты/камео
- 2025—«Дорогая, я больше не перезвоню»-камео

### Гостевое участие в видеоклипах
- 2019 — «Animal ДжаZ» —  «Чувства»
- 2019 — Гарри Топор & The Hatters —  «Мир не проснется»
- 2021 — MARUV —  Bullet

## Награды и номинации
| Год  | Премия         | Номинация           | Результат |
| ---- | -------------- | ------------------- | --------- |
| 2017 | Чартова дюжина | Взлом               | Победа    |
| 2019 | Чартова дюжина | Концерт             | Победа    |
| 2020 | Премия OK!     | Новые лица. Музыка  | Номинация |
| 2020 | Чартова дюжина | Песня               | Победа    |
| 2024 | МУЗ-ТВ         | Лучшая группа       | Номинация |
| 2024 | Чартова дюжина | Видеоклип           | Победа    |
| 2024 | Чартова дюжина | Группа              | Победа    |
| 2025 | Чартова дюжина | Концерт года        | Победа    |
| 2025 | МУЗ-ТВ         | Лучшая группа       | Номинация |
| 2025 | МУЗ-ТВ         | Лучшая cover-версия | Номинация |